# Fruchtwasser
Fruchtwasser oder Amnionflüssigkeit nennt man die vom Amnion als der innersten Eihaut der Fruchtblase gebildete klare, wässrige Körperflüssigkeit, mit der die Amnionhöhle gefüllt ist. Das Fruchtwasser gehört zur Fruchtblase, nicht zum mütterlichen Gewebe, doch enthält es neben Zellen des Embryos auch Anteile aus dem mütterlichen Blut.
Bereits in der 4. Schwangerschaftswoche umgibt das Fruchtwasser den menschlichen Embryo so, dass Verwachsungen mit der Amnionhaut verhindert werden. Später dient es auch als stoßpufferndes Schutzkissen und ermöglicht dem wachsenden Fötus schwerelose Bewegungen. Eine weitere Funktion übernimmt es in der Eröffnungsphase der Geburt, indem es – bei intakter Fruchtblase – die Weitung des Gebärmutterhalskanals gleichsam als hydrostatischer Keil unterstützt.
Die Fruchtwassermenge wird bei Vorsorgeuntersuchungen der Schwangeren überprüft: In der 10. Schwangerschaftswoche sind üblicherweise etwa 30 Milliliter (ml) Fruchtwasser vorhanden, in der 20. SSW rund 400 ml, in der 30. bis 34. SSW etwa 1000 ml, zur Geburt etwa 800 ml. Eine Vermehrung des Fruchtwassers auf 1500–2000 ml wird als Polyhydramnion bezeichnet, eine Verminderung auf weniger als 200–500 ml als Oligoamnion oder Oligohydramnion. Die Differenz zur Norm kann durch Amniondrainage beziehungsweise Amnioninfusion ausgeglichen werden (symptomatische Therapie). Gemessen wird die Fruchtwassermenge zum Beispiel sonografisch mit dem Fruchtwasserindex.
Das Fruchtwasser wird vom Fetus aufgenommen, der gegen Ende der Schwangerschaft davon etwa 400 ml täglich trinkt. Dieser Volumenanteil wird vom fetalen Darm resorbiert und zunächst überwiegend über den plazentaren Kreislauf an die mütterliche Blutbahn abgegeben. Mit Entwicklung der Nieren wird ein zunehmender Anteil als fetaler Urin wieder in die Fruchtblase abgegeben. Da die Plazenta die eigentlichen Ausscheidungsfunktionen übernimmt, ist der Urin, den der Fetus in das Fruchtwasser entleert, wenig konzentriert. Doch ist dessen Menge von Bedeutung, denn sie macht späterhin den größten Anteil des produzierten Fruchtwassers aus. Wird beispielsweise aufgrund einer Fehlbildung im fetalen Urogenitaltrakt zu wenig Urin gebildet, kann dies den Beginn der sogenannten Oligohydramnion-Sequenz (früher: Potter-Sequenz) darstellen: Die Fruchtblase enthält zu wenig Fruchtwasser, wodurch es zu Fehlbildungen des Schädels und des Gesichts, verschobenen Hüften, Fehlbildungen der Füße (wie Klumpfüßen) und einer Lungenhypoplasie kommen kann.
Umgekehrt kommt es zur Ausbildung eines Polyhydramnions, wenn der Fetus unzureichend trinkt und bei ungestörter plazentarer Versorgung die Urinproduktion nicht vermindert ist. Dies kann infolge einer Behinderung der fetalen Magen-Darm-Passage auftreten, z. B. bei einer Ösophagusatresie oder bei schwach ausgebildetem Schluckreflex.
Verschiedene Erbkrankheiten und chromosomal bedingte Besonderheiten lassen sich durch Pränataldiagnostik nachweisen, wenn mittels einer Amniozentese Fruchtwasser entnommen und untersucht wird. Eine unübliche Menge an Fruchtwasser kann als sonografischer Softmarker für bestimmte Besonderheiten gelten.
Bei einem Übertritt einer größeren Menge Fruchtwasser in den mütterlichen Kreislauf kann es zu einer Fruchtwasserembolie kommen, einer seltenen, aber dramatischen geburtshilflichen Notfallsituation.